# Barkauer See
Der Barkauer See ist ein See in der Gemeinde Süsel – nordöstlich des Dorfes Barkau / südöstlich von Gothendorf – im Kreis Ostholstein in Schleswig-Holstein.
Er liegt in der Holsteinischen Schweiz umgeben von einer hügeligen Moränenlandschaft und wird in südlicher Richtung von dem Fluss Schwartau durchflossen.
Der See hat eine unregelmäßige Form mit einer maximalen Länge (in NO/SW-Richtung) von ca. 1000 m. Er hat eine Größe von etwa 48 ha und ist mit einer maximalen Tiefe von ca. 1,6 Metern sehr flach und – bedingt durch den Sedimenteintrag der Schwartau – von Verlandung bedroht.
An der nordöstlichen Seite des Barkauer Sees fließt das aus dem Achtersee / Middelburger See stammende Wasser ein.
Der Barkauer See und Umgebung wurde 1982 zum Naturschutzgebiet erklärt – es liegt abseits der Straßen und ist lediglich über Feldwege erreichbar.
Vorgesehen ist derzeit eine Vergrößerung der Wasserfläche von 50 Hektar auf 70 Hektar (was der früheren Größe des Sees entspricht, da große Teile verlandet oder mit dichtem Röhricht bewachsen sind).
Er wird zum Teil befischt.